# Szegedi VSE
A Szegedi VSE egy magyar sportegyesület, mely 5 szakosztállyal rendelkezik; atlétika, birkózás, labdarúgás, tájfutás és tömegsport. Labdarúgócsapata, melynek székhelye Szegeden található, két alkalommal szerepelt az NB I-ben még az 1941-42-es, illetve az 1943-44-es idényben.

1919 nyarán, július 5-én alakult meg az SZVSE. Utóbbiról még azt is mondhatnánk, elég későn, hiszen már 1888-tól a város ad otthont a MÁV Üzletvezetőségének, azaz ekkor már több mint harminc esztendeje vasúti központ Szeged. Thékes István az SZVSE fönnállásának 75. évfordulójára könyvet publikált, összegyűjtve és feldolgozva a háromnegyed évszázad legjelentősebb eseményeit, eredményeit. Könyvéből idézzük az alapításról szóló korabeli tudósítást: „A Szegedi Vasutasok Sportegyesülete folyó hó 5-én (1919. július) tartotta alakuló közgyű-lését, melyen impozáns vasutas tábor jelent meg. Miután egyhangúlag határozatilag kimondták megalakulásukat, a következőképpen választották meg a tisztikart. Itt következik a fölsorolás. Elnök, pontosabban társelnökök: Gottlieb Béla, Kátai Gyula és Vermes Jenő. Igazgató:  Vőneki Ferenc. Főtitkár: Krausz Lajos. Titkár: Németh József. Pénztáros: Tajthy József. Ellenőrök: Bérczy István, Juhász József és Klonkay Gyula. A taglétszám 450 fő, ami jelentős egyesületté avatja már alakulásakor az SZVSE-t."
1923-ban színre lépnek, pontosabban a pálya salakjára lépnek az atléták, a korabeli értékelés szerint a szegedi vasutasok a hosszútáv specialistái lettek, a magyar bajnokságokon is ezeken szerezve érmeket, míg a kerületben abszolút uralkodókká váltak. A szakosztály ma is, történetének kilencvenhatodik esztendejében is működik, külön fejezetben szólunk még róla. Ugyanezen év decemberében jégpályát nyit az SZVSE. 1924-ben már új vezetőséget találunk az egyesület élén. Elnök Wittchen Emil, társelnökök Kneffel Sándor és Vőneki Ferenc. Főtitkár Poós Pál, titkár Ács Sánta Mihály, pénztáros Bodnár János. Igazgató Bánhidy Zoltán, mérnök Karlik Ignác, ügyész dr. Csukay Endre, jegyzök Csala Ferenc és Luy Egyed. Az ellenőrök: Drágosi János, Juhász József és Tétsy Géza. Ebben az esztendőben a futballisták első nagy sikerüket ünnepelhetik, az országos bajnokság szegedi alosztályában első lesznek, megelőzve a nagy múltú SZAK-ot.
1926 három új szakosztály alakulási éve: kerékpár, torna és úszás kap helyet a sportágak palettáján. 1929-ben alakul meg a birkózók szekciója, 1932-ben az ökölvívók, két esztendőre rá már a súlyemelők és a teniszezők is örülhetnek az egyesületen belüli önállóságnak, szakosztály alapításának. Ekkor a MÁV üzletigazgatója, dr. Veress Gábor a díszelnök, elnök pedig Szilágyi Ferenc, társelnök Uy Sándor. Az elnökség további tagjai: Bakos Béla, Bérczy József, Bertók Mihály, Bokor Ferenc, Czeglédy József és Kneffel Sándor.
A történet egyik legszebb napja 1937. június 20. Ezen a napon nyitják meg az eseménynek megfelelő ünnepélyességgel a Vasutas Stadiont – melyet mindenki csak SZVSE-pálya néven nevez. A korszak egyik jelentős sportújságírója e képpen méltatja a pályát. „Külön fejezetben kell megemlékeznünk a Kossuth Lajos sugárúti Vasutas Stadionról, amely 1936-ban épült, több mint 200 000 pengő költséggel. A derék vasutasok erejüket meghaladó áldozatkészséggel olyan hajlékot emeltek a sportnak, amely nincs több az országban. A legmodernebb és az elképzelhető legszebb építkezés, futballpálya, atlétikai pálya, teniszpályák, fedett tekepálya, kettős lópálya, tornacsarnok és mindezek mellett vasbetonból készült, hatalmas tribün, fedett állóhely áll a sportolók és a közönség rendelkezésére. Szeged város egyik dísze, büszkesége ez a sporttelep.” Mindehhez csupán annyit: aki már a hatvanas években is kilátogatott a stadionba, még láthatta a bejárattól balra lévő teniszpályákat, a tribün jobb oldalán pedig a teke-csarnokot. A tornacsarnok egyaránt szolgált a birkózók és a vívók számára edzés helyéül több évtizeden át.
A második Világháború alatt a klub életében egyelőre csak annyi a változás, hogy minden mozdíthatót elvittek szorgos tolvajok, minden terem üresen, minden szekrény felfeszítve állt. A futballisták már a következő év februárjában hallatnak magukról, a SZAK ellen játszanak barátságos meccseket. A klub Tisza névre „hallgat” egészen 1949. februárjának utolsó napjáig, akkor aztán fölveszi – a teljes néven Szegedi Vasutas Tisza Sportegyesület – a különben igen szellemes, hiszen orosz min-tájú Lokomotív nevet. (A teljesség kedvéért mondjuk el, a tökéletlenség betetőzéseként hívták kedvenc egyesületünket még Törekvésnek is egy időben). Közben 1947 őszén megalakul – legalábbis a jubileumi évkönyv szerint – a vívók szakosztálya, más forrás szerint viszont a formáció csak újjáalakul Kátai Ferenc és Tárkány Ferenc edzők keze alatt. Az 1942 óta létező kosárlabda szakosztály fénykorát éli, 1947-ben, majd 1949-ben is az NB I-ben játszik. 1948. február 2-án választ új vezetést. Díszelnök: Gyöngyösi József, elnök: Spányi Ernő, a-kinek társelnökei Takács Zoltán és Vasas József. Az ügyvezető szerepét Laki Kálmán tölti be, főtitkár dr. Kovács Imre. Az alelnökök: dr. Bánsági Ferenc, Farkas István és Tasnádi József.
A forradalom idején az 1956 januárjában megválasztott Törekvés-vezetés volt a felelős és irányító. László Károly volt az elnök, helyettese Sziládi Sándor. Az oktatásért felelős elnökségi tag Karlóczay István és Kincses Miklós. Az agitáció megbízottja Kiss Károly és Veress István. Szervezők: Horváth Ferenc, Szőke Béla és Fekete István.
Az anyagi gondok miatt 1976 februárjában a közgyűlés számot vet a lehetőségekkel, így ettől kezdve csupán az atlétika, a birkózás, a labdarúgás és a tájékozódási futás marad meg a szakosztályok közül. Ezen a közgyűlésen Annus István kerül az elnöki székbe, Halász Antal lesz az ügyvezető elnök. A vezetőség tagjai: Balogh Béla, Bárkányi István, Gulyás Ferenc, Höhn József, Kakuszi Béla, Petrás Pál, Tóth József, Vincze Pálné és Vörös Béla. Az általuk irányított időszakban jelentős beruházással gazdagodik nemcsak az egyesület, de rajta keresztül a város is. 1979-ben átadják az új tornacsarnokot, három esztendővel később pedig a központi épületet, mely szállodát, irodákat és öltözőket foglal magában.

## Atlétika

### Magyar bajnoki címek
- Márton Anita
- Ifj. Eperjesi László
- Belovai Dániel
- Mucsi Róbert
- Gábor Levente
- Dobó Zsombor

### Válogatott atlétái
- Márton Anita
- Ifj. Eperjesi László
- Belovai Dániel
- Mucsi Róbert
- Gábor Tamás
- Gábor Levente
- Losonczi Blanka
- Veiland Violetta

## Birkózás
Itt kezdte pályafutását Varga Imre. 1965-től par évig birkozott a klub színeiben.

## Labdarúgás
Az egykor elsőosztályú szegedi csapatok közül egyedüliként fennmaradt Szegedi VSE 1919-ben alakult. Első sikereit a Déli Kerületben és a Magyar Kupában aratta. 1923-ban csak a negyeddöntőben szenvedtek vereséget az akkoriban egyeduralkodó MTK-tól 4:0-ra, két évre rá pedig a Vasas állította meg a szegedi gárdát 4:2-re. E két siker között 1924-ben veretlenül nyerték meg a kerületi bajnokságot. A piros-kékek aranykorszaka a negyvenes évekre tehető. 1940-ben újoncként mindössze két vereséget szenvedtek el (1:3 Zuglóban, 0:2 Sopronban) és meggyőző fölénnyel jutottak be az NB I-be. Az élvonal azonban túl kemény diónak bizonyult és több súlyos vereséget szenvedve búcsúzott el Vasas József legénysége. A kiesés azonban nem szegte a piros-kékek kedvét hiszen a következő szezonban még nagyobb fölénnyel jutottak fel. Egész szezonban csak egyszer kaptak ki Topolyán és nyolc pontot vertek rá a második helyezett Kaposvárra. 
Az egyesület neve Tiszára változott 1943-ban, ám ez sem mentette meg a szegedieket a kieséstől. Ez a szezon volt azonban az első, hogy a Szegedi VSE volt a legjobb városi futball csapat. A háború után a vasutasok kivívták az NB I-es osztályozó jogát ám a feltörekvő Perecestől 4:2-re vereséget szenvedtek, így maradt a második vonal. Bár a század második felében az anyagi támogatás csökkenésével párhuzamosan folyamatosan esett vissza a csapat, egy-egy szezon erejéig az MNK-ban még felmutattak néhány számottevő eredményt. 1968-ban a későbbi győztes MTK csak az elődöntőben állította meg a Vasutast (1:2), míg 1974-ben a Ferencváros jelentette a végállomást a negyeddöntőben (0:1). A Szegedi Vasutasban több remek labdarúgó is szerepelt. Dr Kalocsay Géza a negyvenes évek egyik helyi sztárja, majd később edzője volt. A balhátvéd Sajtos István összesen tizennyolc évig játszott piros-kékben: Tihanyi II Andor az egyesület egyetlen válogatottja is a háború idejének volt jeles középcsatára. Az egyesület utolsó hírneves játékosa Kocsis Lajos volt, aki 16 évesen itt mutatkozott be az NB II-ben később pedig a Bp. Honvéd szurkolóinak lett kedvence.

### Szakmai stáb
| Szakosztály-vezető:          | Kelemen Balázs  |
| Vezetőedző:                  | Paksi Péter     |
| Asszisztens edző:            | Fülöp Tibor     |
| Team manager:                | Gyárfás Sándor  |
| Intéző:                      | Fekete Kitti    |
| Masszőr:                     | Ferenczi Ferenc |
| Média- és marketing-felelős: | Friesz Zsolt    |

### Játékoskeret
| Mezszám | Játékos neve          | Poszt       | Nemzetiség | Születés    | Mag./Súly      | Előző klubja           |
| ------- | --------------------- | ----------- | ---------- | ----------- | -------------- | ---------------------- |
| 1       | Czirják Tamás         | Kapus       | magyar     | 1989.01.13. | 181 cm / 72 kg | Tiszasziget SE         |
| 26      | Zékány Botond         | Kapus       | magyar     | 2002.05.22. | 195 cm / 75 kg | Szeged-Csanád G.A.     |
| -       | Leindler Domonkos     | Kapus       | magyar     | 1995.05.19. | 181 cm / 75 kg | SZEOL SC               |
| 6       | Csamangó Tibor        | Hátvéd      | magyar     | 1996.07.14. | 178 cm / 64 kg | Elitsport Gold         |
| 2       | Kormányos Kolos       | Hátvéd      | magyar     | 1992.08.17. | 173 cm / 72 kg | SZEOL SC               |
| 7       | Mészáros Zoltán       | Hátvéd      | magyar     | 1986.04.09. | 178 cm / 75 kg | Algyői SK              |
| 17      | Káposzta Tamás        | Hátvéd      | magyar     | 2000.09.08. | 172 cm / 73 kg | Bordány SK             |
| 8       | Rádai Gergely         | Hátvéd      | magyar     | 2001.09.26. | 177 cm / 73 kg | Körösladányi MSK       |
| 5       | Pócs Dániel           | Középpályás | magyar     | 1996.04.07. | 177 cm / 71 kg | Mórahalom VSE          |
| 13      | Fülöp Tibor           | Középpályás | magyar     | 1986.03.24. | 175 cm / 73 kg | Méhkeréki SE           |
| 22      | Papp Ádám Tibor       | Középpályás | magyar     | 1999.12.12. | 187 cm / 80 kg | Csongrád TSE           |
| 4       | Lőrinc Árpád          | Középpályás | magyar     | 1995.03.14. | 191 cm / 89 kg | Bordány SK             |
| 21      | Rádai Bálint          | Középpályás | magyar     | 2004.05.11. | 190 cm / 81 kg | Szeged-Csanád G.A.     |
| 15      | Tóth Bence Gábor      | Középpályás | magyar     | 2002.11.25. | 176 cm / 70 kg | Airnergy FC            |
| 35      | Deák Donát Ferenc     | Középpályás | magyar     | 1998.02.26. | 182 cm / 75 kg | Algyői SK              |
| 3       | Plichta Dominik Géza  | Középpályás | magyar     | 2000.08.09. | 180 cm / 90 kg | USC Krumbach           |
| 33      | Oroszi Ádám           | Csatár      | magyar     | 2002.10.21. | 182 cm / 62 kg | Nyers István Akadémia  |
| 31      | Kelemen Balázs        | Csatár      | magyar     | 1983.06.20. | 178 cm / 73 kg | Elitsport Gold         |
| 9       | Beretka Péter         | Csatár      | magyar     | 1989.11.22. | 179 cm / 73 kg | SZEOL SC               |
| 20      | Kelemen Viktor        | Csatár      | magyar     | 2000.03.25. | 181 cm / 72 kg | FC Dabas               |
| 19      | Andi Taçi             | Csatár      | albán      | 1994.02.07. | 182 cm / 81 kg | Bácsalmási PVSE        |
| 11      | Frank Boldizsár Csaba | Csatár      | magyar     | 2000.02.16. | 175 cm / 70 kg | Szentesi Kinizsi SZITE |
| 28      | Sorin-Ionuţ Amăriuţei | Csatár      | román      | 1994.05.02. | 190 cm / 86 kg | USC Krumbach           |
| 14      | Nagy Roland           | Csatár      | magyar     | 2003.01.03. | 190 cm / 75 kg | Újpest FC              |

## Tájfutás
Noha őshazájában, a Skandináv-félszigeten már nagyjából az első újkori olimpia idején már rendeztek versenyeket, nálunk mégis fiatal sportágnak számít. Állítólag a hosszútávfutók edzéseihez a korabeli trénerek különböző tereptárgyakat tűztek ki, mondván „fiam, fuss a második kőhalomig és vissza!” – majd ugyanez történt a sielőkkel is, míg végül valaki rájött, versenyezni is lehet adott pontok keresése és a gyorsaság kombinációjával.
Más volt a helyzet Közép-Európában, ahol a természetjárók karolták föl, s kezdtek el „tájékozódási terepgyakorlatokat” rendezni. Az első hazai verseny (Első hazai versenyt 1925-ben rendezte Ripszám Henrik bolyi festőművész, aki az orosz hadifogságból Skandinávián keresztül való hazatérésben „fertőződött meg” a tájfutással.)  időpontja – szinte minden más sportággal szemben – pontosan meghatározható, ugyanis 1934. április 22-én rendezte meg a   Duna SC, azóta lett elismert sportággá a tájfutás, a versenyző térképpel és tájolóval vág neki a távnak, ismeretlen terepen kell a kitűzött ellenőrzési pontokat megtalálnia. A terep nemcsak dimbes-dombos, bozótos, hanem a „pálya”sem tartán vagy salak, hanem a legkülönbözőbb összetételű, egyenetlen. Az érintettek szerint „a természet stadionja”.
A SZVSE minden szakosztályának megvan a maga „szent embere”, a tájfutókét Szokol Lajosnak hívják. 1972 óta tagja az egyesületnek, négy esztendő múltán átvette az edzői posztot, amelyet 1990-ig töltött be. Belépésekor a szakosztály már hat-nyolc éve működött, változó sikerekkel. Természetesen ő is versenyzőként kezdte, az elmúlt években aztán – már szakosztályvezetőként – inkább szervezőként alkotott maradandót. 1993-ban a SZVSE az országos összesítésben a negyedik helyet szerezte meg, rá egy évre már a harmadik lett a PVSK és a DVTK mögött.
Már közvetlenül a második világégés után megalakult, pontosabban újjáalakult a vasutasok természetjáró szakosztálya, a tagság fő vonzereje a vasúti kedvezmény volt. Rendeztek „természetjáró tájékozódási versenyeket”, amelyek a skandináv országokban már évtizedek óta zajlottak, nem ritkán tízezernyi indulóval.
Dr. Tóth Imre, a Csongrád megyei Tájékozódási Futó Szövetség elnöke is a vasutasok szak-osztályának tagja volt, majd megalakította a SZEAC-ban is a sportággal foglalkozók csoportját és a kerületi szakszövetséget. Mellette Görgényi Ernő és dr. Simándi István volt a szegedi kezdetek alapítója. Érdekes, hogy a tagság zöme értelmségi volt. Az 1954-ben tartott, csak találkozónak nevezett éves összejövetelen már huszonkét ember képviselte az SZVSE-t. Ez-évtől indultak versenyeken is a szegediek. Lassan elkülönült egymástól a túrázás és a tájfutás, a hivatalos szétválás 1970-re tehető. Új nemzetközi versenyszabályzat készült, s kialakult a komoly szellemi és fizikai felkészülést igénylő mai sportág. Egy ideig Szegeden és a klubban afféle mostohagyerekeknek számítottak a sportolók, mígnem a hetvenes esztendők elején már valami támogatást kapva tájolókat és két garnitúra melegítőt is vehettek. 1966-ban edzői tanfolyamot is szervezett a szövetség. Itt végzett Mándoky József is, az SZVSE akkori edzője, aki 1977-ig dolgozott. Távozásával újra kellett alakítani a mintegy 15-20 versenyzőre csökkent szakosztályt, amely az országos pontversenyben a negyvenedik hely körül végzett évről-évre. (A megyei rangsorban Hódmezővásárhely mögött stabilan őrizte második helyét). Ekkoriban még úgynevezett feljutásos rendszerben zajlott a csapat- és váltóbajnokság. Ez annyit tesz, hogy a megyéből az első kettő jutott el a vidék bajnokságára, majd onnan a magyarra. Az utolsó négy innen kiesett, természetesen mindig egy kategóriával lejjebb. (Az OB-ről a vidékre, illetve onnan a megyébe.)
1980-ban leszerelt a sorkatonai szolgálatból Szokol Lajos, aki ekkor vállalta, hogy föladja élversenyzői ambícióit, s a neveléssel foglalkozik. 1983-ban jelentkezett az első komoly eredmény: a Balogh Piroska, Lajter Ildikó és Zádori Gabriella összeállítású serdülő váltó pontokat szerzett az OB-n ötödik helyével. 1985 nevezetes esztendő. Ekkortól a megye legjobbja az SZVSE, s őrzi is a pozíciót. Életre- szóló élmény volt ebben az esztendőben a klub 19 tagjának eljutni az O-Ringen nevű svédországi versenyre, ahol 26 ezer induló volt!! Ez olyasmi, akár az igazhitűeknek eljutni Mekkába… A vasfüggöny mögül érkező tájfutók a rendezők számára is meglepetést okoztak, ami ingyenes szállást jelentett a vékonypénzű szegedi csapatnak. A világ legnagyobb létszámú sportversenyén az életkor, a pálya nehézsége és a táv hosszúsága szerint sorolják be az indulókat. A legifjabbak kategóriája a 10 év, a legidősebbeké a férfi 95 és a női 85. Az amatőrök könnyített, ún. motion osztályban vesznek részt, öt egymást követő napon zajlanak a futások. (Fordítsuk a kategória nevét mozgásörömnek). Szomorú évük lehetett a rendezőknek a 2001-es esztendő, mivel negatív csúcs született, hiszen mindössze 12 525 induló állt rajthoz.
1987-ban megszületett az első magyar bajnoki cím is: női ifjúsági egyéniben Balogh Piroska szerezte. Az első csapatarany sem váratott sokáig magára, 1989-ben a felnőtt országos bajnokság eredményhirdetésekor a Balogh Piroska, Felföldi Hajnalka, Zádori Gabriella összetételű szegedi egység állhatott a dobogó tetején. Ennek idén harminc éve. Azóta diadalmenetként jellemezhetjük a sportág szegedi történetét. Összesen eddig 206 magyar bajnoki aranyat nyertek, talán többet, mint a többiek összesen. Természetesen a legnagyobb büszkeséggel egy 1995-ös eredmény tölti el nemcsak a szakosztály, a klub kedvelőinek szívét, hanem a város, a megye és talán egész országunk sportrajon-góiéit is: Oláh Katalin ebben az esztendőben világbajnok lett!
Az úgynevezett normál távon született meg a bravúr, ez körülbelül tíz kilométeres futást jelent térképpel és tájolóval a kézben. Ugyanitt a rövidtávnak nevezett számban a szegedi lány a 11. helyet érte el. Van egyesületünknek még kettő darab 10. helyezése is, ezek Szerencsi Ildikó és társainak váltóban elért eredményét őrzik a 2008-as csehországi és a következő esztendőben nálunk rendezett világbajnokságokról. 2013-ban a kolumbiai Cali városa világjátékokat rendezett, Ildikó innen egy hetedik helyet hozott haza a váltóban.
A juniorok világbajnoki megmérettetésén 1999-ben Hecz Katalin bronzérmet vett át a bulgáriai verseny után, míg csapatban a kilencedik helyről tanúskodó oklevelet kapta meg. Kontinensbajnok lett az ifiknél 1999-ben Sinkó János Németországban, ugyanitt és ugyanezen a rendezvényen a lánycsapatot alkotó három emberből kettő is szegedi volt: László Dóra és Buknicz Tímea. Egy évre rá Csíszár Adrienn szerzett érmet a korosztályban, hogy a bronzot később, 2001-ben aranyra váltsa a váltó tagjaként. Itt debütált, s ezüstjével rögtön éremszerzővé vált Szerencsi Ildikó, a szakosztály jelenleg legismertebb, legeredményesebb tagja. Majd-nem hozott egy bronzot is, a váltó hajszállal szorult le a dobogóról. Húga, Szerencsi Dóra viszont esztendővel később már dobogóra állt társaival az Ausztriában sorra került EB-n.
A következő váltóéremre kilenc hosszú esztendőt vártunk, Portugáliából hozott ezüstöt a csapat, melynek tagja volt a szegedi Gera Krisztina is. Újabb két év és újabb érmek: Szlovákiában Jónás Ferenc bronzérmes, ráadásul kétszer! A normál verseny mellett sprintben is harmadik, ám hogy a magyar igazsághoz hasonlóan érmei száma is három legyen, a váltóval is szerez egyet, ami viszont már ezüst. Ebben a váltóban van még egy szegedi, Szabó Marcell.
A világ- és Európa-bajnokságok után minden sportágban a főiskolai világbajnokságok következnek. 1996-ban Magyarország volt a helyszín, ahol a négytagú váltóban két szegedi ka-pott ezüstöt az eredményhirdetéskor: Novai György és Farkas Dávid. Franciaországban, az évezred utolsó esztendejében ennek a váltónak a kilencedik hely jutott, majd Szerencsi Ildikó szerzett a női váltóval ötödik helyezést.
A magyar bajnoki címek száma 206! Írjuk le betűvel is: kettő százhat. Ez egyszerűen elképesztő. A versenyzők között Szerencsi Ildikó áll az élen. Ő kereken 50 magyar bajnokságot nyert, ehhez még hármat szerzett dr. Szerencsi Ildikó. Természetesen ez is ő, így alapfokú matematikával: 50+3 = 53. Testvére, Dóra „csupán” tizenkétszeres országos bajnok, Balogh Piroska 13, Tóth Réka 12,  míg a világbajnok Oláh Katalin vitrinjében kereken tíz érem tudósít gazdájuk pályafutásáról.

## Névváltozások
- 1919–1941 Szegedi Vasutasok Sport Egyesülete
- 1941–1948 Tisza Vasutas SE
- 1948–1953 Szegedi Lokomotív SK
- 1953–1957 Szegedi Törekvés
- 1957–? Szegedi Vasutas SE
- 2007–2011 Szegedi VSE-Gyálarét
- 2011– Szegedi Vasutas SE

## Eredmények

### Élvonalbeli bajnoki szereplések
A csapat 2 alkalommal szerepelt az élvonalban 1941 és 1944 között.
- Magyar labdarúgó-bajnokság (1941–1944)

| Idény   | Helyezés | Idény   | Helyezés |
| ------- | -------- | ------- | -------- |
| 1941-42 | 15. hely | 1943-44 | 14. hely |

## Híres játékosok
* a félkövérrel írt játékosok rendelkeznek felnőtt válogatottsággal.
- Hajós Imre
- Korányi Mátyás
- Kun Lajos
- Kutasi László
- Rábay László
- Szalai István
- Tihanyi András

## Sikerek
NB I
- Résztvevő: 1941-42, 1943-44

NB II
- Bajnok: 1940-41, 1942-43

NB III
- Bajnok: 1961-62

Csongrád megyei labdarúgó-bajnokság (első osztály)
- Bajnok: 1981-82, 1987-88, 1991-92